# I predoni del Sahara (film 1965)
I predoni del Sahara è un film del 1965, diretto da Guido Malatesta.
Il film è ispirato all'omonimo romanzo di Emilio Salgari

## Trama
L'esploratore Ronald Wayne torna dal deserto del Sahara, riferendo ai figli del Professor Flatters che l'uomo di arguto ingegno è scomparso tra le violente sabbie. Dorothy e Daniel, i rispettivi figli, partono per una nuova spedizione in Africa, guidati sempre da Wayne e dall'uomo d'azione Rock, e scoprono che i predoni del deserto tengono prigioniero Flatters. Anche i figli vengono catturati con un inganno, mentre Wayne e Rock si salvano. I predoni minacciano i tre di ucciderli se non riveleranno il motivo per cui stavano viaggiando nel deserto: ossia la ricerca di un grande ed antico tesoro. Il capo della banda El Melah riesce ad ottenere le informazioni, minacciando i figli di ragliare la gola al padre, e così la banda del Sahara si appropria del tesoro. Wayne tuttavia accorre a salvare tutti, e riesce anche a rubare il tesoro ai ladri, con l'aiuto di Rock. I predoni inseguono i ricercatori, che si rifugiano su una vecchia roccaforte. I predoni però sono più numerosi, e così Wayne propone un accordo: sfidare a duello il capo dei ladroni. El Melah accetta, però viene clamorosamente ucciso; cosicché la famigliola possa tornare in Inghilterra con il bottino, e lui, ardito avventuriero, possa sposare Dorothy, di cui si è innamorato.